# بيبيتو
خطأ لوا في mw.text.lua على السطر 25: bad argument #1 to 'match' (string expected, got nil).

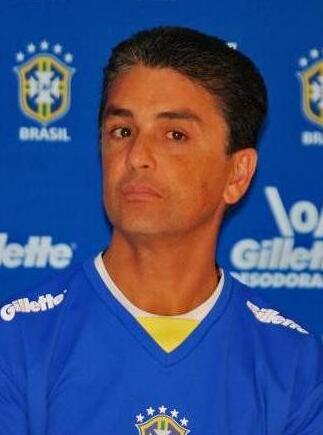
بيبيتو

خوسيه روبرتو جاما دي أوليفيرا (بالبرتغالية: Bebeto‏) المعروف بــ بيبيتو، من مواليد 16 فبراير 1964 لاعب كرة قدم برازيلي وأحد اللاعبين الفائزين بكأس العالم 1994. بدأ بيبيتو مسيرته الكروية مع نادي فيتوريا في عام 1983 وبعدها انتقل إلى العديد من الأندية البرازيلية مثل نادي فلامينغو ونادي فاسكو دي جاما ونادي بوتافوغو، واحترف أيضا في إسبانيا في نادي ديبورتيفو لاكارونا ونادي إشبيلية، ونادي توروس نيزا في المكسيك ونادي كاشيما إنتلرز في اليابان ونادي الاتحاد السعودي، وقد اعتزل كرة القدم في عام 2002.
شارك بيبيتو مع منتخب البرازيل لكرة القدم في ثلاثة كؤوس عالم الأول في عام 1990 والثاني في عام 1994 والثالث في عام 1998، وقد لعب بيبيتو 75 مباراة دولية وسجل فيها 39 هدف. وقد اشتهر بيبيتو برقصته الشهيرة عندما سجل هدف أمام منتخب هولندا لكرة القدم في مونديال 1994، فقد كان قد رزق بإبن قبل المباراة ببضعة أيام، وعندما سجل الهدف قام بيبيتو وروماريو ومازينهو برقصة تشابه طريقة حمل الطفل، وقد أصبحت هذه الرقصة علامة على أن اللاعب المسجل للهدف قد رزق بطفل، وانتشرت في جميع ملاعب العالم.

## روابط خارجية
- بيبيتو على موقع الاتحاد الدولي (مؤرشف)  (الإنجليزية)
- بيبيتو على موقع الاتحاد الأوربي (الإنجليزية)
- بيبيتو على موقع رابطة كرة القدم اليابانية للمحترفين (اليابانية)
- بيبيتو على موقع قاعدة بيانات كرة القدم.إي يو (الإنجليزية)
- بيبيتو على موقع ليكيب (الفرنسية)
- بيبيتو على موقع ناشيونال فوتبول تيمز (الإنجليزية)
- بيبيتو على موقع Soccerway.com (الإنجليزية)
- بيبيتو على موقع عالم كرة القدم.نت (الإنجليزية)
- بيبيتو على موقع أوليمبيديا (الإنجليزية)
- بيبيتو على موقع اللجنة الأولمبية البرازيلية (البرتغالية)